# Triplax pygmaea
Triplax pygmaea е вид бръмбар от семейство Erotylidae.

## Разпространение
Видът е разпространен в Австрия, Босна и Херцеговина, Румъния, Словакия, Словения и Унгария.